# 克萊鎮區 (密蘇里州加斯科內德縣)
克萊鎮區（英語：Clay Township）是位於美國密蘇里州加斯科內德縣的一個行政鎮區。

## 地方資料
克萊鎮區的面積為127.88平方千米，當中陸地面積為127.48平方千米，而水域面積為0.40平方千米。根據2020年美國人口普查的數據，當地共有人口1526人，而人口密度為每平方千米11.93人。